# Княжицький заказник
Княжицький — ландшафтний заказник місцевого значення в Україні. Розташований у межах Свеської селищної громади Шосткинського району Сумської області, біля сіл Гирине та Княжичі. 
Площа - 474 га. Статус присвоєно згідно з рішенням облради від 17.05.2019 року. Перебуває у віданні Ямпільської райдержадміністрації. 
Статус присвоєно для збереження типового ландшафту долини річки Свіса та безіменного струмка, що є її правою притокою.
У заказнику трапляється низка видів тварин, що підлягають охороні в Сумській області та занесені до міжнародних червоних списків: кумка червоночерева, жаба трав'яна, вівсянка очеретяна, очеретянки велика та ставкова, лунь очеретяний, кропив'янка сіра, очеретянка чагарникова), квакша звичайна.